# Куп европских шампиона у рагбију 1997/98.
Куп европских шампиона у рагбију 1997/98 из спонзорских разлога познат и као "Хајникен куп" 1997/98 (службени назив: 1997–98 Heineken Cup) је било 3. издање овог најелитнијег клупског рагби такмичења Старог континента.
По први пут у групној фази играли су се и реванши. Првопласирани клубови из пет група ишли су директно у четвртфинале, док су пет другопласираних и један најбољи трећепласирани играли плеј оф за четвртфинале. У финалу је један од најстаријих рагби клубова на свету, енглески Бат савладао француски Брив на стадиону у Бордоу пред 36 500.

## Учесници
- Тулуз (рагби јунион)  Француска
- Брив (рагби јунион)  Француска
- По (рагби јунион)  Француска
- Бургоин  Француска
- Бат (рагби јунион)  Енглеска
- Харлеквинс  Енглеска
- Лестер тајгерси  Енглеска
- Воспс  Енглеска
- Манстер рагби  Република Ирска
- Ленстер рагби  Република Ирска
- Алстер рагби  Северна Ирска
- Милано рагби  Италија
- Бенетон Тревизо (рагби јунион)  Италија
- Бордер риверс  Шкотска
- Каледонија редси  Шкотска
- Глазгов вориорси  Шкотска
- Понтиприд РФК  Велс
- Свонзи РФК  Велс
- Љанели РФК  Велс
- Кардиф РФК  Велс

## Групна фаза
20 тимова било је подељено у 5 група, 2 бода се добијало за победу, 1 бод за нерешено. Групна фаза се играла од 5. септембра до 12. октобра по двокружном систему. Тулуз, Воспс, Бат, Харлеквинси и По прошли су директно у четвртфинале захваљујући освојеном првом месту у групи. Лестер, Глазгов, Брив, Понтиприд, Кардиф и Љанели ишли су у плеј оф.
Група 1
Ленстер - Тулуз 25-34
Лестер - Милано 26-10
Ленстер - Лестер 16-9
Милано - Тулуз 14-19
Милано - Ленстер 33-32
Тулуз - Лестер 17-22
Лестер - Ленстер 47-22
Тулуз - Милано 69-19
Лестер - Тулуз 22-23
Ленстер - Милано 23-6
Тулуз - Ленстер 38-19
Милано - Лестер 29-37
Група 2
Свонзи - Воспс 25-31
Алстер - Глазгов 12-18
Свонзи - Алстер 33-16
Глазгов - Воспс 22-46
Глазгов - Свонзи 35-21
Воспс - Алстер 56-3
Алстер - Свонзи 28-20
Воспс - Глазгов 43-5
Алстер - Воспс 21-38
Свонзи - Глазгов 30-22
Глазгов - Алстер 30-15
Воспс - Свонзи 29-28
Група 3
Брив - Бордерс 56-18
Понтиприд - Бат 15-21
Бордерс - Бат 17-31
Брив - Понтиприд 32-31
Бат - Брив 27-25
Бордерс - Понтиприд 16-23
Понтиприд - Брив 29-29
Бат - Бордерс 27-23
Понтиприд - Бордерс 46-26
Брив - Бат 29-12
Бат - Понтиприд 23-10
Бордерс - Брив 29-39
Група 4
Бургоин - Кардиф 26-25
Харлеквинс - Манстер 48-40
Харлеквинс - Бургоин 45-7
Кардиф - Манстер 43-23
Манстер - Бургоин 17-15
Кардиф - Харлеквинс 21-28
Манстер - Кардиф 32-37
Бургоин - Харлеквинс 18-30
Бургоин - Манстер 21-6
Харлеквинс - Кардиф 31-32
Кардиф - Бургоин 26-6
Манстер - Харлеквинс 23-16
Група 5
Бенетон - По 18-19
Каледонија - Љанели 18-23
По - Љанели 44-12
Каледонија - Бенетон 17-9
Љанели - Бенетон 39-18
По - Каледонија 50-8
Бенетон - Каледонија 52-6
Љанели - По 14-10
Бенетон - Љанели 42-25
Каледонија - По 30-24
Љанели - Каледонија 31-10
По - Бенетон 56-7

## Завршница такмичења
Брив је до финала дошао пошто је савладао Понтиприд, Воспсе и Тулуз, а Бат тако што је победио Кардиф и По. После трилер завршнице Бат је у финалу победио Брив са 19-18 и тако постао први енглески рагби клуб, који се окитио титулом европског првака.
"]]
Плеј оф за четвртфинале
Лестер - Глазгов 90-19
Брив - Понтиприд 25-20
Кардиф - Љанели 24-20
Четвртфинале
Бат - Кардиф 32-21
Тулуз - Харлеквинс 51-10
Воспс - Брив 18-25
По - Лестер 35-18
Полуфинале
Бат - По 20-14
Тулуз - Брив 22-22
Финале
Бат - Брив 19-18